# Saarland-Rundwanderweg

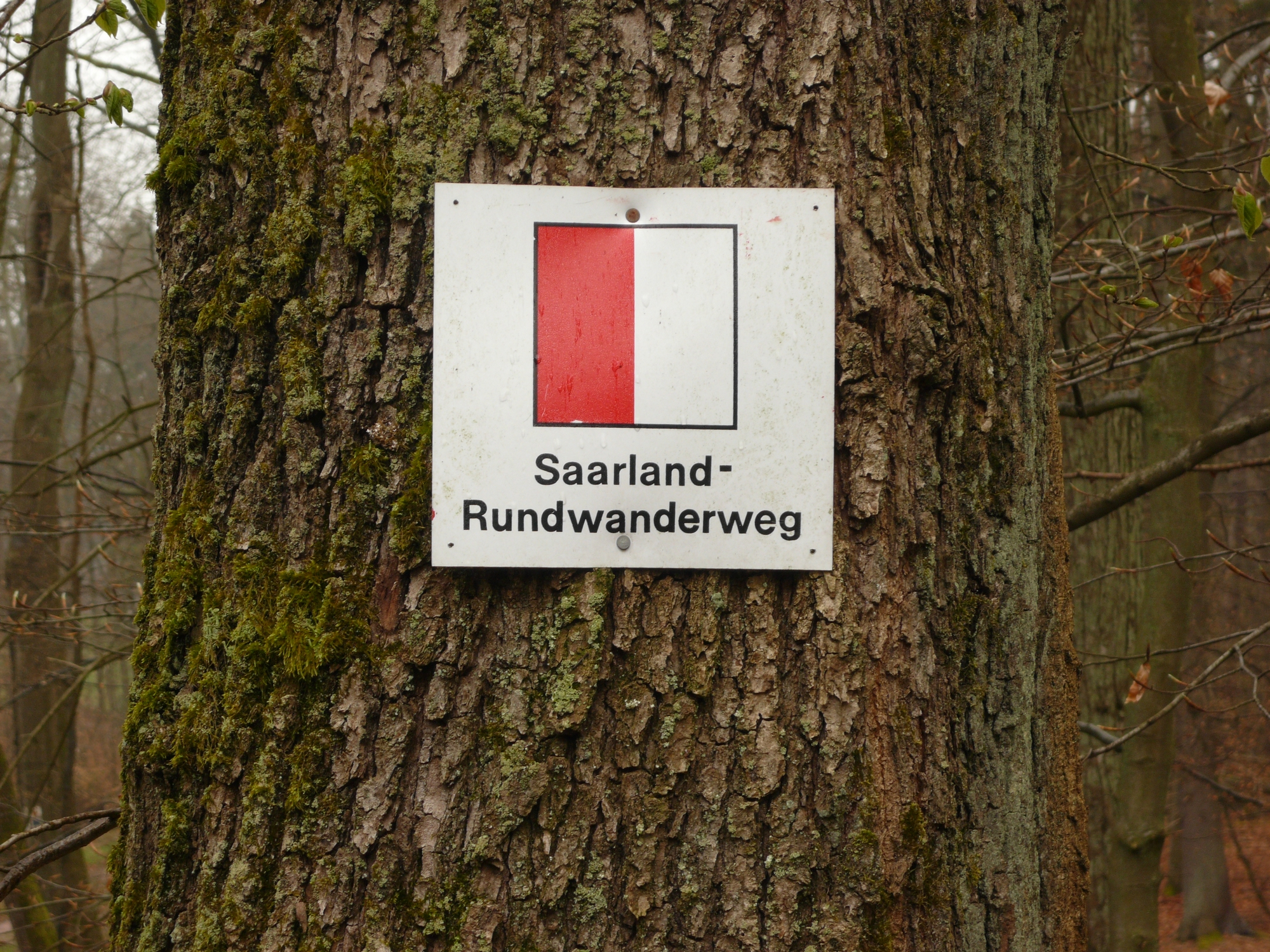
Wegzeichen Saarland-Rundwanderweg

Der Saarland-Rundwanderweg führt auf 273 Kilometern rund um das Saarland. Der Weg ist markiert mit einem senkrecht halbierten Quadrat, das links rot und rechts weiß gefärbt ist. Zusätzlich zum Hauptweg gibt es zwei Extra-Schleifen auf dem Moselgau (nördlicher Saargau) und im Bliesgau.
Wesentliche Punkte auf dem Saarland-Rundwanderweg sind Saarbrücken, St. Ingbert, Homburg, St. Wendel, der Bostalsee, Nonnweiler, Weiskirchen, Mettlach, Orscholz, Siersburg, Berus, der Warndt, Völklingen und zum Abschluss wieder Saarbrücken.
Die Moselgau-Schleife (42 km) führt von Orscholz über Nennig und Perl nach Orscholz zurück.
Die Bliesgau-Schleife (60 km) beginnt in Kirkel, geht über Blieskastel, Gersheim und Gräfinthal nach St. Ingbert.
Siehe auch: Wanderwege im Saarland